# Edwin Newman

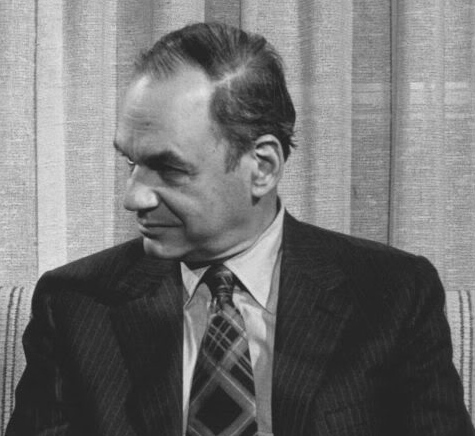
Edwin Newman

Edwin Newman (* 25. Januar 1919 in New York City; † 13. August 2010 in Oxford) war ein US-amerikanischer Journalist, Autor und Fernsehmoderator.

## Leben
Newman besuchte die George Washington High School in New York City und studierte an der University of Wisconsin. Im Zweiten Weltkrieg war er bei der US-amerikanischen Marine tätig und nach dem Krieg arbeitete er für die CBS News im Radioprogramm und danach als freier Mitarbeiter für NBC als Reporter mit Auslandseinsätzen. Von 1961 bis 1984 war Newman als Fernsehmoderator in der Fernsehsendung NBC News für den US-amerikanischen Fernsehsender National Broadcasting Company tätig. Newman schrieb außerdem als Autor mehrere Bücher. Er war mit Rigel Grell verheiratet. 2007 zog er nach Oxford, um in der Nähe seiner einzigen Tochter zu wohnen.

## Werke (Auswahl)
- 1974: Strictly Speaking: Will America be the Death of English?, ISBN 978-0-88365-795-9
- 1976: A Civil Tongue, ISBN 978-0-446-30758-1
- 1978: Reading, Writing and Reefer, National Broadcasting Company, Inc. Reg No. PA0000070833 / 1980-03-18
- 1979: Sunday Punch, ISBN 978-0-425-04671-5
- 1981: The Billionaire Hunts, National Broadcasting Company, Inc. Reg No. PA0000110525 / 1981-07-24
- 1988: I Must Say, ISBN 978-0-446-39099-6